# Dona Sévène
Pour les articles homonymes, voir Sévène.
Dona Sévène est une pianiste française.

## Biographie
Elle commence l'étude du piano à cinq ans, en Normandie. En 1994, elle entre 2e nommée à l'unanimité au Conservatoire national supérieur de musique et de danse de Paris où elle reçoit l'enseignement de Brigitte Engerer, tradition lyrique russe complétée par l'exigeante formation viennoise de Paul Badura-Skoda à Sienne. Elle remporte, en 1997, le premier prix de piano du Conservatoire de Paris et, en 1998, le premier prix de musique de chambre à l'unanimité, première nommée avec félicitations.
Dona Sévène part se perfectionner à Rome avec Sergio Perticaroli à l'Académie nationale de Sainte-Cécile, où elle est l'une des 5 pianistes admis en 1998. Le Ministère des Affaires étrangères lui attribue la bourse Lavoisier et en 2000, elle remporte le premier prix à l'unanimité.
Lauréate de la Fondation Cziffra et de nombreux concours internationaux à l'étranger (2e prix à Marsala, finaliste à Senigallia, 1er prix Flame, 3e prix du concours Scriabine, etc.), elle se perfectionne aussi avec des musiciens prestigieux tels que Bruno Rigutto, Alain Planès, Marie-Catherine Girod, Dominique Merlet, Jean-Claude Pennetier...
Dona Sévène est invitée à jouer à travers l'Europe, en récital, concerto ou musique de chambre, dans un vaste répertoire qui va de Bach aux créations du XXe siècle : de Salzbourg à Rome, Berlin, Liège, Lausanne et en France, à Paris (Salle Cortot, Théâtre Marigny, Archipel, Fnac...) dans les festivals (Mozart à la Sorbonne, Festival de Dinard invitée par Kun Woo Paik, Académie Ravel à Saint-Jean-de-Luz, Festival des Chapelles...) et les grandes salles de province (Brest, Rennes avec l'Orchestre de Bretagne, Strasbourg, Colmar, Le Havre, Lille, Mulhouse, etc.).
En duo de musique de chambre depuis 2002 avec David Bismuth en 4 mains et 2 pianos, elle joue aussi avec A. Flammer, J.J. Kantorow, V. Mendelssohn, G. Martigné, V. Cortez et depuis 2005 avec les jazzmen Claude Bolling et Louis Mazetier.
Elle est aussi chef de chant (Atelier lyrique de Haute-Normandie, Maîtrise des Hauts-de-Seine, Opéra de Paris, Théâtre des Champs-Élysées), professeur titulaire du CA de piano et a suivi des études de chant, de basson et de théâtre.
Pour rendre sensibles à chacun les différents aspects des morceaux et guider l'écoute, elle réalise des présentations d'œuvres tout public avant ou pendant les récitals.
Dona Sévène a enregistré un CD consacré à Bach-Busoni, Mozart, Chopin, Ravel et Bartok et un CD consacré aux fantaisies et rhapsodies.